# Öztürkmenli, Silifke
Öztürkmenli là một xã thuộc huyện Silifke, tỉnh Mersin, Thổ Nhĩ Kỳ. Dân số thời điểm năm 2011 là 77 người.